# Haarlemmermeer
Haarlemmermeer és un municipi de la província d'Holanda del Nord, al centre-oest dels Països Baixos. L'1 de gener de 2009 tenia 142.445 habitants repartits per una superfície de 185,28 km² (dels quals 6,11 km² corresponen a aigua). limita al nord amb Haarlemmerliede en Spaarnwoude i Amsterdam, a l'est amb Amstelveen, al sud amb Aalsmeer, Kaag en Braassem i Teylingen, a l'oest amb Lisse, Hillegom i Bennebroek i al nord-oest amb Heemstede i Haarlem.

## Centres de població
Aalsmeerderbrug, Abbenes, Badhoevedorp, Beinsdorp, Boesingheliede, Buitenkaag, Burgerveen, Cruquius, De Hoek, Hoofddorp, 't Kabel, Leimuiderbrug, Lijnden, Lisserbroek, Nieuwe Meer, Nieuwebrug, Nieuw-Vennep, Oude Meer, Rijsenhout, Rozenburg, Schiphol, Schiphol-Rijk, Vijfhuizen, Weteringbrug, Zwaanshoek, Zwanenburg.

## Ajuntament
El consistori està format per 39 regidors:
- VVD - 10 regidors
- PvdA - 8 regidors
- CDA - 7 regidors
- GroenLinks - 4 regidor
- Leefbaar Haarlemmermeer (HAP) – 4 regidors
- SP - 3 regidors
- ChristenUnie/SGP – 2 regidors
- D66 - 1 regido

## Agermanaments
- Cebu City
- Hódmezővásárhely